# Pere Damascè
Pere Damascè (en grec antic: Πέτρος, Pétros; llatí: Petrus Damascenus) fou un escriptor eclesiàstic grec de cognom Mansur, probablement parent de sant Joan Damascè. És venerat com a sant en les esglésies cristianes orientals.
Michel Le Quien pensa que podria ser Pere, metropolità de Damasc i amic de Sant Joan Damascè, el qual va escriure contra les doctrines musulmanes i maniquees (paulicianes) i per això se li va tallar la llengua i fou desterrat pel califa Walid a l'Aràbia Feliç, on va patir martiri.
Teòfanes el Confessor esmenta un altre Pere que pel mateix temps també va patir martiri a Maiuma, el port de Gaza. Un altre Pere de Damasc va escriure obres de disciplina i vida monàstica pertany a una època posterior, a la meitat del segle xii, i també ha estat considerat un possible autor de la carta.

## Obres
- Επιστολὴ τοῦ ἁγιωτάτου Πέτρου τοῦ Μανδοὺρ πρὸς Ζαχαρίαν ἐπίσκοπον Δοάρων, Epistola sanctissimi Petri Mansur ad Zachariam episcopum Doarorum
- Τοῦ αὐτοῦ κεφάλαιον περὶ τοῦ ἀχράντου σώματος οῦ μεταλαμβάνομεν, Eiusdem, caput de immaculato corpore cuius participes sumus